# Balagansk
Balagansk (russisch Балага́нск) ist eine Siedlung städtischen Typs in der Oblast Irkutsk in Russland mit 4109 Einwohnern (Stand 14. Oktober 2010).

## Geographie
Der Ort liegt etwa 200 km Luftlinie nordnordwestlich des Oblastverwaltungszentrums Irkutsk am linken Ufer der dort zum Bratsker Stausee angestauten Angara.
Balagansk ist Verwaltungszentrum des Rajons Balaganski sowie Sitz und einzige Ortschaft der Stadtgemeinde Balaganskoje gorodskoje posselenije.

## Geschichte
Der Ort geht auf einen 1654 errichteten Ostrog zurück. Dieser befand sich gut 35 km südlich (flussaufwärts) der heutigen Ortslage oberhalb der Einmündung des linken Nebenflusses Unga am linken Ufer der Angara (ungefähre Lage). 1775 erhielt die beim Ostrag entstandene Ansiedlung die Stadtrechte als Verwaltungssitz eines Ujesds, der allerdings bereits 1783 wieder aufgelöst wurde. Ab 1856 war Balagansk Verwaltungssitz eines Okrugs des Gouvernements Irkutsk, der ab 1898 wieder als Ujesd bezeichnet wurde. Nachdem zu Beginn des 20. Jahrhunderts die Transsibirische Eisenbahn viel weiter südlich vorbeigeführt worden war, verlor der Ort seine Bedeutung, 1924 mit der Auflösung des Ujesds seine administrative Funktion und am 6. Januar 1925 die Stadtrechte.
Schon 1926 wurde Balagansk wieder Verwaltungssitz eines nach ihm benannten Rajons; zeitweise war auch die Namensform Balaganskoje in Gebrauch. Bei der Flutung des Bratsker Stausees ab 1961 wurde die alte Ortschaft völlig überflutet und durch eine ab 1957 errichtete Ortschaft in höherer und verkehrstechnisch günstigerer Lage (Straße Richtung Ust-Uda und Schigalowo) ersetzt. 1961 gilt als Gründungsjahr des neuen Balagansk, das dementsprechend anfangs als Nowobalagansk, „Neu-Balagansk“ bezeichnet wurde und im gleichen Jahr den Status einer Siedlung städtischen Typs erhielt. Der Rajon wurde zum 1. Februar 1963 aufgelöst und an den Salarinski rajon angeschlossen; Balagansk selbst gehörte ab 1965 zum Ust-Udinski rajon, bis 1989 erneut der Balaganski rajon ausgegliedert wurde.

### Bevölkerungsentwicklung
| Jahr | Einwohner |
| ---- | --------- |
| 1897 | 1314      |
| 1939 | 3117      |
| 1959 | 3074      |
| 1970 | 4493      |
| 1979 | 4107      |
| 1989 | 4136      |
| 2002 | 4307      |
| 2010 | 4109      |

Anmerkung: Volkszählungsdaten (bis 1959 alte Ortschaft)

## Verkehr
Durch Balagansk verläuft die Regionalstraße 25N-009 (ehemals R420) von Salari nach Schigalowo an der Lena. Bei Salari besteht Anschluss an die föderale Fernstraße R255 Sibir (ehemals M53) Nowosibirsk – Irkutsk; dort befindet sich auch an der Transsibirischen Eisenbahn, knapp 70 km von Balagansk entfernt, die nächstgelegene Bahnstation. Bei Balagansk überquert die 25N-009 per Autofähre den Bratsker Stausee; am jenseitigen, rechten Ufer zweigt die flussabwärts führende Regionalstraße 25N-002 in das gut 15 km entfernte benachbarte Rajonzentrum Ust-Uda ab.